# Louis Armand Constantin de Rohan
Louis Armand Constantin de Rohan (Parigi, 6 aprile 1732 – Parigi, 27 luglio 1794) è stato un ammiraglio francese, che fu governatore di Saint-Domingue dal 1 luglio 1766 al 10 febbraio 1769, e comandante della Flotta di Levante dal 1784 al 1792.

## Biografia
Nacque a Parigi il 6 aprile 1732, quinto figlio di Hercule-Mériadec de Rohan-Guéméné, principe di Guémené Pari di Francia, e di Louise de Rohan. Egli discendeva, sia per parte di padre che per parte di madre, da casato di Rohan, una delle famiglie aristocratiche più influenti dell'epoca, che beneficiava del rango di prince étranger. Guardiamarina nel 1745, servì sul St Michel, comandante M. Dache, e partecipò a due combattimenti.
Imbarcato sul Mars, comandato da M. Cresnay, squadra del duca d'Enville, nel 1746, la sua nave rimase separata dalla flotta e fu attaccata dal nemico,. Egli fu fato prigioniero per un periodo di tre mesi. Promosso enseigne de vaisseau nel 1747, si imbarcò sul Le Terrible, squadra del marchese de l'Estenduère, e dopo la battaglia di Capo Finisterre del mese di ottobre fu imprigionato per sette mesi in Inghilterra. Fu promosso tenente di vascello nel 1751.
Nominato capitano di vascello nel 1758, fu nominato comandante del vascello Raisonnable. Nel maggio di quell'anno il vascello salpò da Rochefort in forza alla divisione del comandante Desgouttes, diretta a Louisbourg. Avvistato da una divisione inglese di 6 navi che si mise all'inseguimento del Raisonnable, il vascello fu catturato da due navi contro le quali combatté una lunga battaglia prima di dover ammainare la bandiera. Liberato successivamente, nel 1759 comandò il Bizarre con il quale partecipò alla battaglia della baia di Quiberon (20 novembre), e poi il Défenseur della squadra di Blénac inviata alle Antille per portarvi rinforzi nel 1762.
Promosso chef d’escadre nel dicembre 1764, in seguito fu nominato governatore generale di Santo Domingo e delle Isole sottovento nel gennaio 1766, sostituendo il conte d'Estaing.  In questo ruolo dovette affrontare le rivolte dei bianchi a Santo Domingo (1768-1769), guidate dai coloni contro l'amministrazione coloniale dell'isola. Ci fu una coalizione dei piantatori dell'ovest e del sud, sfociata uìin una rivolta venata di "autonomismo", incoraggiata dall'atteggiamento sedizioso del Consiglio Superiore di Port au Prince e ritenuta minacciosa dalla Monarchia.
Buon marinaio ma scarso amministratore come il suo intendente, il signor de Bongars, lasciò Santo Domingo in grande disordine quando Versailles lo richiamò in Patria. Partì dall'isola il 10 febbraio 1769, e in quello stesso anno fu promosso luogotenente generale delle armate navali. Nel 1771 sposò la signora Gabrielle Louise Rosalie Le Tonnelier de Breteuil (1725-?), vedova di Charles Armand de Pons. e in quello stesso anno divenne Cavaliere di Malta.
A partire da questa data cessò praticamente di prestare servizio in mare, anche se fu nominato Cavaliere dell'Ordine di San Luigi nel 1772 e promosso viceammiraglio della Flotta di Levante l'11 marzo 1784.  Queste promozioni mascheravano il fatto che egli era caduto in disgrazia sotto il regno di re Luigi XV, per il fallimento a Santo Domingo.  Per 23 anni, dal 1766 al 1789, nonostante le sue richieste, tutti i ministri successivi gli rifiutarono il comando di una nave o di una postazione coloniale.
Affiliato dalla massoneria, come molti dei grandi nobili del tempo, nel 1773 divenne membro della loggia Saint-Jean de Montmorency-Luxembourg. Quando scoppiò la rivoluzione francese, non emigrò all'estero e cercò con entusiasmo di moltiplicare le prove del suo senso civico. Fu arrestato il 1 ottobre 1793, sospettato non di aver fatto nulla di male, ma di poterlo fare.  Fu condannato a morte dal Tribunale rivoluzionario il 23 luglio 1794 (5 Termidoro dell'anno II) e giustiziato il giorno successivo a Parigi, in Place du Trône-Renversé.

## Ascendenza
|                                             |                       |                                       | Genitori                             |  |  | Nonni |  |  | Bisnonni                       |  |  | Trisnonni                       |  |
|                                             |                       |                                       |                                      |  |  |       |  |  | 8. Charles II de Rohan-Guéméné |  |  | 16. Louis VIII de Rohan-Guéméné |  |
|                                             |                       |                                       |                                      |  |  |       |  |  | 8. Charles II de Rohan-Guéméné |  |  | 16. Louis VIII de Rohan-Guéméné |  |
|                                             |                       | 17. Anne de Rohan-Guéméné             |                                      |  |  |       |  |  | 8. Charles II de Rohan-Guéméné |  |  |                                 |  |
| 4. Charles III de Rohan-Guéméné             |                       |                                       |                                      |  |  |       |  |  | 8. Charles II de Rohan-Guéméné |  |  |                                 |  |
|                                             |                       | 9. Jeanne Armande de Schomberg        | 18. Henri de Schomberg               |  |  |       |  |  |                                |  |  |                                 |  |
|                                             |                       | 9. Jeanne Armande de Schomberg        | 18. Henri de Schomberg               |  |  |       |  |  |                                |  |  |                                 |  |
|                                             |                       | 9. Jeanne Armande de Schomberg        | 19. Anne de La Guiche                |  |  |       |  |  |                                |  |  |                                 |  |
| 2. Hercule Mériadec de Rohan-Guéméné        |                       | 9. Jeanne Armande de Schomberg        |                                      |  |  |       |  |  |                                |  |  |                                 |  |
|                                             |                       | 10. Charles de Cochefilet             | 20. André de Cochefilet              |  |  |       |  |  |                                |  |  |                                 |  |
|                                             |                       | 10. Charles de Cochefilet             | 20. André de Cochefilet              |  |  |       |  |  |                                |  |  |                                 |  |
|                                             |                       | 10. Charles de Cochefilet             | 21. Élisabeth de L'Aubespine         |  |  |       |  |  |                                |  |  |                                 |  |
| 5. Charlotte Élisabeth de Cochefilet        |                       | 10. Charles de Cochefilet             |                                      |  |  |       |  |  |                                |  |  |                                 |  |
|                                             |                       | 11. Françoise Angélique Aubéry        | 22. Robert Aubéry                    |  |  |       |  |  |                                |  |  |                                 |  |
|                                             |                       | 11. Françoise Angélique Aubéry        | 22. Robert Aubéry                    |  |  |       |  |  |                                |  |  |                                 |  |
|                                             |                       | 11. Françoise Angélique Aubéry        | 23. Claude de Prestreval             |  |  |       |  |  |                                |  |  |                                 |  |
| 1. Louis Armand Constantin de Rohan-Guéméné |                       | 11. Françoise Angélique Aubéry        |                                      |  |  |       |  |  |                                |  |  |                                 |  |
|                                             | 12. François de Rohan | 24. Hercule de Rohan                  |                                      |  |  |       |  |  |                                |  |  |                                 |  |
|                                             | 12. François de Rohan | 24. Hercule de Rohan                  |                                      |  |  |       |  |  |                                |  |  |                                 |  |
|                                             | 12. François de Rohan | 25. Marie de Bretagne d'Avaugour      |                                      |  |  |       |  |  |                                |  |  |                                 |  |
| 6. Hercule Mériadec de Rohan-Soubise        | 12. François de Rohan |                                       |                                      |  |  |       |  |  |                                |  |  |                                 |  |
|                                             |                       | 13. Anne de Rohan-Chabot              | 26. Henri Chabot                     |  |  |       |  |  |                                |  |  |                                 |  |
|                                             |                       | 13. Anne de Rohan-Chabot              | 26. Henri Chabot                     |  |  |       |  |  |                                |  |  |                                 |  |
|                                             |                       | 13. Anne de Rohan-Chabot              | 27. Marguerite de Rohan              |  |  |       |  |  |                                |  |  |                                 |  |
| 3. Louise de Rohan-Soubise                  |                       | 13. Anne de Rohan-Chabot              |                                      |  |  |       |  |  |                                |  |  |                                 |  |
|                                             |                       | 14. Louis Charles de Lévis            | 28. Charles de Lévis                 |  |  |       |  |  |                                |  |  |                                 |  |
|                                             |                       | 14. Louis Charles de Lévis            | 28. Charles de Lévis                 |  |  |       |  |  |                                |  |  |                                 |  |
|                                             |                       | 14. Louis Charles de Lévis            | 29. Marie de La Guiche               |  |  |       |  |  |                                |  |  |                                 |  |
| 7. Anne Geneviève de Lévis                  |                       | 14. Louis Charles de Lévis            |                                      |  |  |       |  |  |                                |  |  |                                 |  |
|                                             |                       | 15. Charlotte de La Mothe Houdancourt | 30. Philippe de La Mothe Houdancourt |  |  |       |  |  |                                |  |  |                                 |  |
|                                             |                       | 15. Charlotte de La Mothe Houdancourt | 30. Philippe de La Mothe Houdancourt |  |  |       |  |  |                                |  |  |                                 |  |
|                                             |                       | 15. Charlotte de La Mothe Houdancourt | 31. Louise de Prie                   |  |  |       |  |  |                                |  |  |                                 |  |
|                                             |                       | 15. Charlotte de La Mothe Houdancourt |                                      |  |  |       |  |  |                                |  |  |                                 |  |

### Annotazioni
1. ↑  Secondo altre fonti il 19 aprile 1730.
2. ↑  2 maggio 1769 Mémoire pour servir d'instructions, pour l'exécution des ordres du Roi et la répression de la révolte. Indirizzata a Rohan.
3. ↑  Era figlia di François Victor Le Tonnelier de Breteuil, marchese di Fontenay-Trésigny (1686-1743) e di Marie Anne Angélique Charpentier.

### Fonti
1. 1 2 3 4  Saint-Marie 1879, p. 202.
2. 1 2 3 4 5 6 7 8  Three Decks.
3. 1 2  La Chesnaye-Desbois 1778, p. 269.
4. 1 2 3 4 5 6  Ecole Navale.
5. 1 2 3 4 5 6  Taillemite 2002, p. 456.